# Chicxulubský kráter

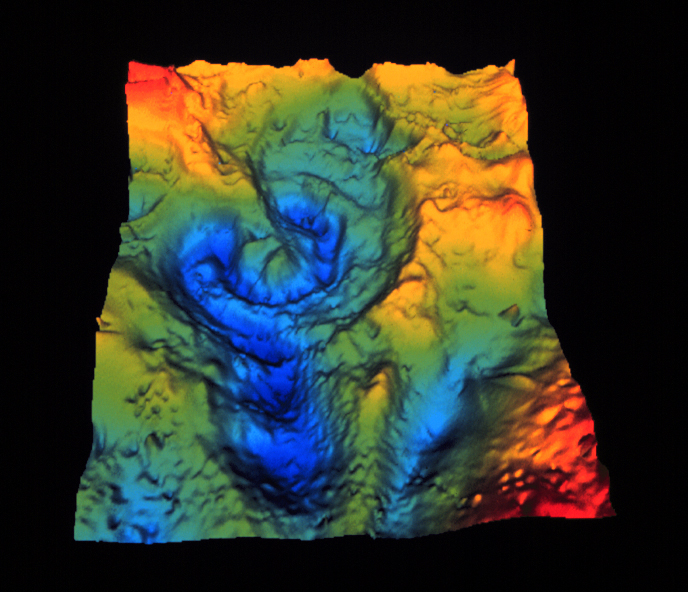
Počítačově generovaná mapa kráteru

Chicxulubský kráter ([čikšulubský]) je obrovský, částečně pod zemí dochovaný impaktní kráter, který vznikl po dopadu (impaktu) velkého asteroidu Chicxulub. Tento uhlíkatý chondrit (typ asteroidu) o průměru kolem 10 až 15 kilometrů dopadl asi před 66 miliony let do oblasti dnešního poloostrova Yucatán v Mexickém zálivu. Samotný kráter je široký zhruba 200 kilometrů a hluboký kolem jednoho kilometru, z větší části je dnes v moři a přibližně z třetiny na pevnině, kde v jeho epicentru leží mexické město Chicxulub, podle něhož jsou kráter i asteroid pojmenovány. Výzkum kráteru je významný pro ověření přední z teorií zdůvodňující vymírání na konci křídy. Kráter je v současnosti nejlépe zachovanou komplexní impaktní strukturou na povrchu Země.

## Objev kráteru

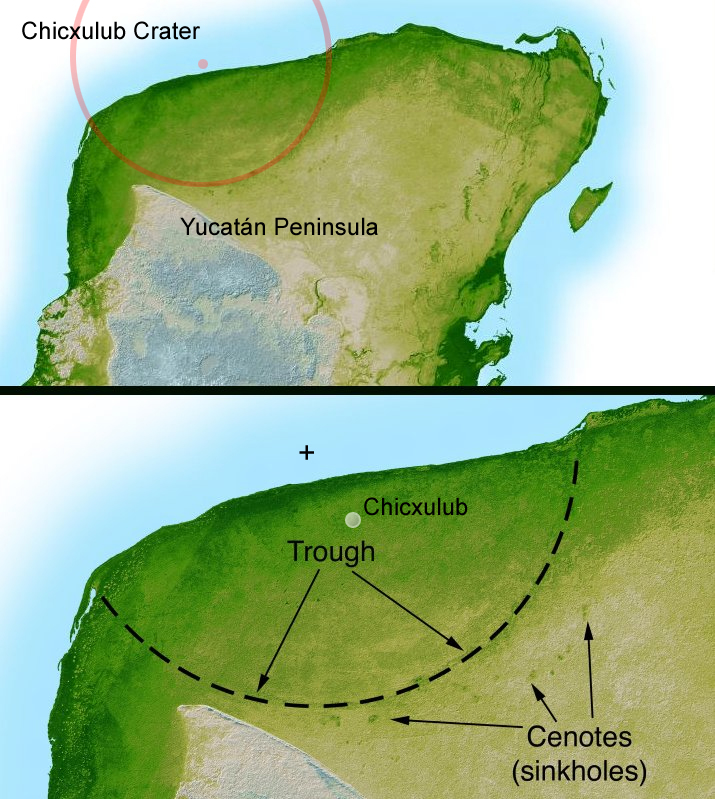
Radarová topografie odhaluje kráter o průměru 180 kilometrů

V průběhu miliónů let se reliéf kráteru částečně setřel a ten byl postupně překryt vápencovými vrstvami. Kráter byl objeven již koncem 70. let americkým geofyzikem Glenem Penfieldem a jeho mexickým kolegou Antoniem Camargem, a to víceméně náhodou při průzkumu zaměřeném na hledání nalezišť ropy naftařskou společností Pemex. Teprve počátkem 90. let však vešel objev kráteru v obecné povědomí veřejnosti a byl ztotožněn s místem dopadu planetky, která se se Zemí srazila na konci křídového období.
Někteří vědci se domnívají, že nyní známý prstenec je pouze vnitřním kruhem, a že skutečnou velikost kráteru zahladily čas a eroze. Tento názor však není široce přijímán a i stávající rozměry kráteru indikují kataklyzmatickou událost, která se odehrála před 66 miliony let. Roku 1991 se také objevila studie, jejíž autor (geolog Jack A. Wolfe) se domnívá, že k dopadu došlo počátkem června. K dopadu asteroidu skutečně došlo pravděpodobně na přelomu astronomického jara a léta (na severní polokouli, konkrétně v období dubna až června). Nasvědčují tomu rozbory aktivity hmyzu a ryb na lokalitě Tanis v Severní Dakotě. Tyto závěry potvrzuje i další vědecká studie, publikovaná v roce 2022.

## Výzkum od roku 2016
V březnu 2016 vyplula od pobřeží Yucatánu loď, která zamířila i s vrtnou soupravou do místa epicentra dopadu, nacházejícího se asi 30 kilometrů východně od pobřeží v Mexickém zálivu. V dubnu tohoto roku vytvořila vrty o hloubce 1335 m, které měly odhalit přesnější strukturu kráteru a upřesnit tak znalosti o charakteru tohoto impaktu i jeho následcích pro ekosystém konce křídy. Další výzkum by měl probíhat po dobu pěti let. První výsledky analýzy vrtných jader byly oznámeny v říjnu 2016, vědecké studie by měly následovat v dalších měsících a letech. Ukazuje se také, že život se ve své jednoduché podobě (dírkonošci) do kráteru vrátil relativně brzy, nejpozději asi za 30 000 let po dopadu. Výzkum v jižním Coloradu (oblast Trinidad Lakes State Park) v roce 2017 ukazuje, že po dopadu mohla do této jinak tektonicky klidné oblasti takřka uprostřed tektonické desky dorazit vlna extrémně silného zemětřesení (o magnitudě 6), přímo způsobeného dopadem. Impaktní sférule z dopadu byly objeveny například i na lokalitě ostrova Gorgonilla u pobřeží Kolumbie. Sférule byly datovány na 66,05 milionu let.
Velmi zajímavou lokalitou, nabízející pohled na události v řádu pouhých desítek minut až hodin po dopadu, nabízí nedávno objevená lokalita zvaná Tanis, představující 1,3 metru mocnou vrstvu tsunamitů, usazených krátce po katastrofické události na území dnešní Severní Dakoty. Právě výzkum na této lokalitě dokládá, že k osudné srážce došlo pravděpodobně na přelomu jara a léta (na severní polokouli, tedy zhruba mezi pozdním dubnem a pozdním červnem).
Podle odborné práce, publikované v květnu roku 2020, dopadla planetka Chicxulub pod strmým úhlem 45 až 60 stupňů od severovýchodu. Díky tomu měl impakt ještě mnohem větší razanci, což mohlo být pro následné efekty spojené s hromadným vymíráním podstatným faktorem.
V kráteru se po dopadu vytvořily podmínky velkého hydrotermálního jezera s teplotou vody kolem 70 °C, kde se brzy začalo dařit „katastrofové biotě“ – mikroskopickým extrémofilům. Tyto podmínky možná přetrvaly po dobu 1,5 až 2,5 milionu let po dopadu.
Na území státu Louisiana byly objeveny hluboko pohřbené sedimenty dochovávající svědectví o obří tsunami, která se šířila od místa dopadu planetky. Mocnost těchto sedimentů dosahuje asi 16 metrů.
Některé výzkumy naznačují, že původcem kráteru byl temný, „primitivní“ asteroid, jehož původ bychom mohli dohledat ve střední nebo vnější části hlavního pásu planetek ve vzdálenosti větší než 2,5 astronomické jednotky.
V roce 2022 bylo oznámeno, že díky výzkumu hornin z kráteru byly objeveny stopy po původním ekosystému, existujícím v místě dopadu před samotnou událostí.
U západního pobřeží Afriky byl objeven menší impaktní kráter pojmenovaný Nadir, jehož stáří velmi přesně odpovídá kráteru Chicxulub (66,0 milionu let).

## Důsledky dopadu planetky
Podrobnější informace naleznete v článcích Časová osa dopadu Chicxulubského asteroidu a Asteroid Chicxulub#Specifika a účinky dopadu planetky

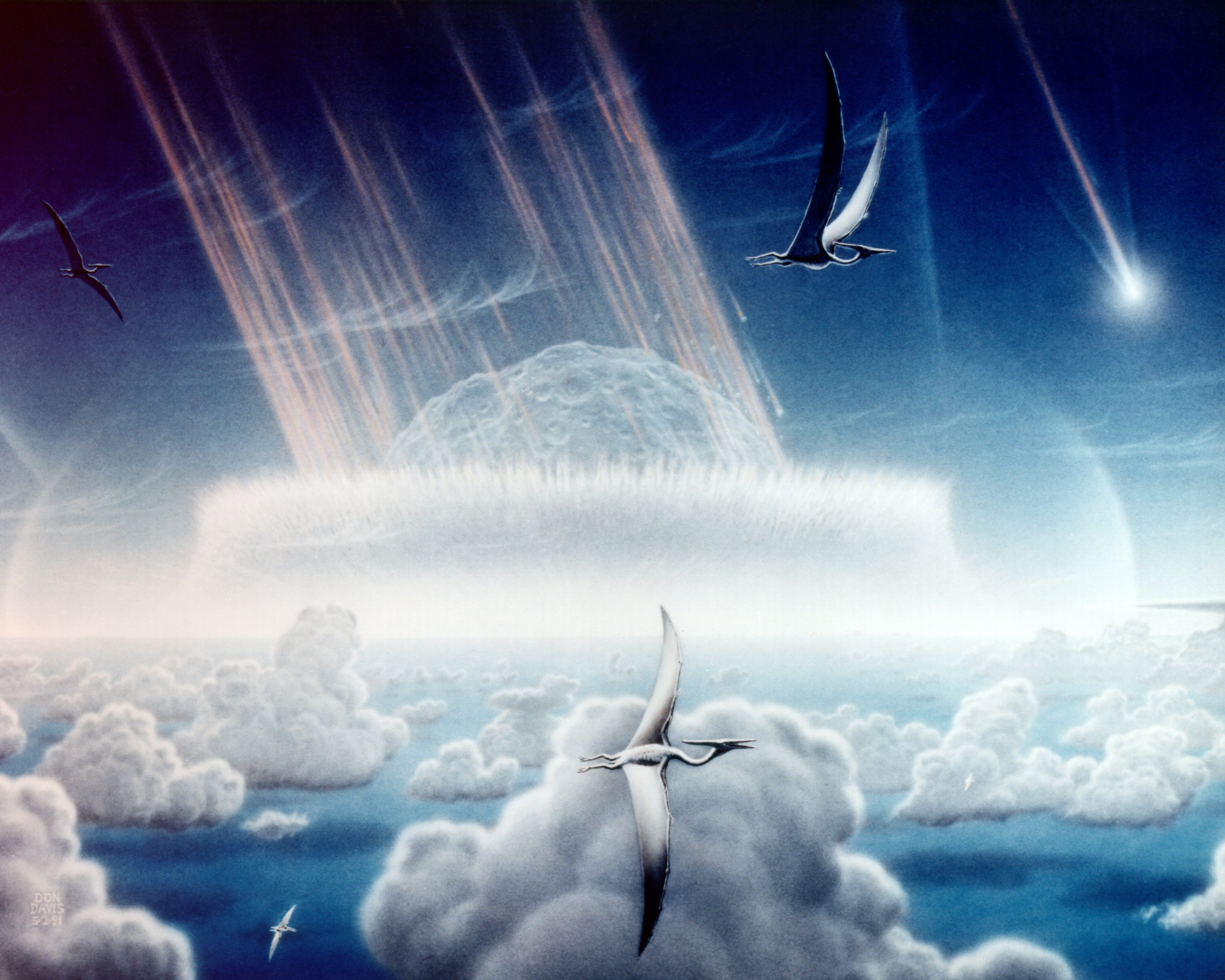
Umělecká představa dopadu chicxulubského meteoritu

Dopad meteoritu o hmotnosti v řádu bilionů tun byl enormně silný a způsobil zřejmě celosvětovou ekologickou katastrofu, která nejspíš přešla v poslední známé masové vymírání na přelomu druhohor a třetihor (kenozoika; viz vymírání na konci křídy). Odhaduje se, že energie vyvolaná dopadem planetky musela být několikatisícinásobně vyšší, než by vyvolala současná exploze všech dnes existujících jaderných zbraní. Stlačením hornin uprostřed místa dopadu vznikl komplexní kráter – po uvolnění tlaku byly stlačené horniny vyzdviženy, podle odhadů do výšky až 15 kilometrů. Vyvrženo bylo najednou asi 200 000 kubických kilometrů horniny. Dopadem se uvolnila obrovská energie, což mělo za následek požáry, zemětřesení, megatsunami a srážka byla pravděpodobně příčinou klimatické změny a vyhynutí mnoha živočišných druhů včetně hlavonožců amonitů a neptačích dinosaurů. Do atmosféry se uvolnilo množství prachu obsahujícího mj. iridium, prvek hojně se vyskytující v meteoritech. Ten je dodnes přítomen v geologických vrstvách jako tzv. KT hranice oddělující křídu a třetihory (viz iridiová anomálie). Kráter vytvořil zhruba desetikilometrový asteroid o hmotnosti kolem 8 bilionů tun a objemu asi 2600 km³, což odpovídá přibližně polovině velikosti dnešní nejvyšší hory světa Mt. Everestu. Doklady o masivní vlně tsunami, vysoké přes 20 metrů, byly objeveny také na lokalitě Pernambuco v Brazílii. V oblasti dnešní Severní Dakoty, vzdálené od místa dopadu asi 3000 kilometrů, mělo vzniklé zemětřesení stále sílu přes 11 stupňů na Richterově stupnici. Prokázaný je i vznik globální megatsunami, související přímo s dopadem.

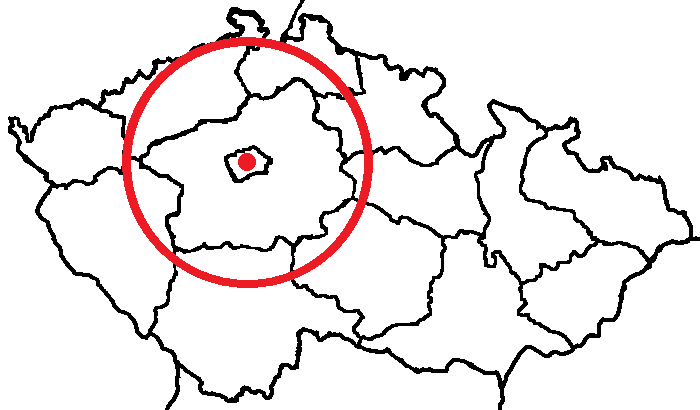
Velikostní porovnání kráteru a samotné planetky s Českou republikou.

V kráteru se na dlouhou dobu vytvořily podmínky pro existenci mikrobiálního života, závislého na hydrotermálním prostředí. V dutině kráteru se vyskytovaly hypertermální podmínky s teplotou v rozmezí 300 až 400 °C, což mohlo představovat velmi dobré podmínky pro rozvoj termofilních mikroorganismů. Hydrotermální podmínky trvaly na dně kráteru více než 105 let. Mikroflóra na dně kráteru se podle odhadů obnovila přibližně za 700 000 let po dopadu.
Podle odborné studie z roku 2004 nastalo v prvních několika hodinách po dopadu k hromadnému „zabíjení“ všech nechráněných suchozemských tvorů, kteří se nemohli schovat pod zem (do nor, doupat, skalisek, puklin apod.) nebo do vody. Důvodem bylo globální tepelné infračervené záření, vytvářené zahřátím vyvržených částeček z místa dopadu (impaktních sférulí), jež se v ohromných počtech vracely po balistické křivce do nižších vrstev atmosféry. Teplota při povrchu se pak mohla na dobu desítek minut až několika hodin zvýšit asi na 100 až 260 °C, mohlo se tedy jednat o nejvýznamnější faktor pro hromadné vymírání na konci křídy.
Na základě fyzikálních vzorečků a klimatických modelů lze spočítat, jaké následky měl dopad na tehdejším území současné České republiky. Vzdálenost tehdejšího území současné ČR činila od epicentra dopadu asi 6000 km (dnes 9300 km), takže tlaková vlna, zvuk a zemětřesná vlna dolehly v menší intenzitě i sem.
Nové poznatky z laboratorních experimentů ukazují, že rázová vlna iniciovaná dopadem dosahovala počáteční rychlosti asi 4,5 km/s a expandující oblak vypařené hmoty kolem 2,3 km/s.
Podle počítačových modelů vývoje přírodních společenstev v nejlépe prozkoumaném souvrství Hell Creek (s asi 300 známými druhy) trvalo jen několik měsíců, než tma vyvolaná vyvržením oblak prachu do atmosféry a s ní související zastavení fotosyntézy způsobily vyhynutí kolem 73 % tehdejších obratlovců.
Podle dalších výzkumů se po impaktu na dobu v řádu sekund až minut teplota atmosféry zvýšila na víc než 100 °C, a to do vzdálenosti přes 1800 km na všechny strany směrem od epicentra dopadu. Vegetace mohla být zapálena v řádu pouhých minut do vzdálenosti nejméně 2500 km od epicentra dopadu.
Dopad také vyvolal mohutnou tsunami, která se šířila po celém světě a měla 30000krát větší energii než tsunami z roku 2004, která způsobila katastrofu v Indonésii.

## Souvislost s vymíráním K-Pg
Dlouho panovaly dohady, zda planetka mohla způsobit celosvětové vyhynutí dinosaurů. Někteří paleontologové se domnívali, že se neptačí dinosauři této události ani nedožili, tedy že vyhynuli již před koncem druhohor. Toto tvrzení však bylo vyvráceno některými objevy dinosauřích fosilií v Montaně a Jižní Dakotě. Také výzkum sedimentů v mexické pánvi La Popa obsahuje četné stopy po ohromných vlnách tsunami, způsobených dopadem. V těchto chaoticky uložených sedimentech se nachází také množství dinosauřích fosilií, pocházejících právě z doby dopadu meteoritu. Je pravděpodobné, že impakt také přispěl k intenzivní fázi činnosti indických sopek, které vytvořily tzv. Dekkánské trapy. Zvýšila se také aktivita vulkanických pásem v oblastech středooceánských hřbetů. Také ukrajinský kráter Boltyš možná souvisí s vymíráním na konci křídy, jeho stáří se velmi blíží stáří kráteru Chicxulub. Je ale mnohem menší a dopadl nejspíš o několik tisíciletí dříve. Ukazuje se také, že pro dinosaury a další obyvatele planety na konci křídového období bylo velmi nešťastnou okolností místo, kam planetka dopadla (vzhledem k jeho geologickému složení a vysokému obsahu síry a dalších prvků). Podle výzkumu vrtných vzorků z kráteru se nicméně život vrátil přímo do tohoto místa relativně velmi brzy, nejpozději do deseti let od samotného impaktu. Plně obnovené ekosystémy se pak v místě dopadu objevují asi do 30 000 let od události.
Výzkumy zaměřené na fyzické a klimatické důsledky dopadu planetky ukazují, že k vyhynutí dinosaurů a mnoha dalších suchozemských obratlovců došlo pravděpodobně velmi rychle, nejspíše v řádu desítek hodin až dní. Hlavními faktory byly v tomto případě extrémně silná žárová vlna a následné roky mrazu impaktní zimy.
Na základě novějších výzkumů souvisejících s měřením obsahu plynů v atmosféře v průběhu přelomu křídy a paleogénu je možné konstatovat, že sopečná činnost v Indii neměla při vymírání K-Pg hlavní úlohu. Dominantním činitelem byl v tomto případě právě dopad planetky Chicxulub, zatímco enormní vulkanická činnost v Indii měla pouze jakousi „podpůrnou roli“. Podle studie z roku 2020 byl hlavním viníkem celosvětové „impaktní zimy“ po dopadu samotný vyvržený organický materiál z místa impaktu.
Je také možné, že před 66 miliony let se se Zemí střetlo více planetek, možná částí původně jediného obřího tělesa.
Odborná práce, publikovaná v únoru roku 2021, však vrací možnost, že kosmické těleso, které před 66 miliony let vytvořilo kráter Chicxulub, mohlo být ve skutečnosti opravdu kometární jádro a nikoliv planetka. Ovšem studie z roku 2024 vyvrací, že by mohlo jít o kometu.
Odborná práce, publikovaná rovněž v únoru roku 2021 doložila, že iridium a prach z asteroidu samotného byl objeven také v sedimentech samotného kráteru Chicxulub, což dokládá přímou spojitost s impaktem a celosvětovým spadem vyvrženého materiálu.
Chemický rozbor mořských sedimentů z hranice K-Pg v Německu potvrdil, že v této době došlo ke globální události (pád planetky) i ke zvýšené aktivitě vulkanismu na území dnešní Indie.
Rostliny (zejména pyrofytní druhy kapradin) začaly růst a obnovovat vegetační pokryv po několika letech následujících po dopadu (zřejmě po 2 až 4 letech), jak ukazuje výzkum z lokality Tanis v Severní Dakotě a na Novém Zélandu.

## V beletrii
O dopadu asteroidu Chicxulub, dějinách objevu kráteru a účincích této události na vývoj života na Zemi pojednává například kniha T. rex and the Crater of Doom od Waltera Alvareze z roku 1997. V české literatuře se této problematice věnuje například kniha Poslední dny dinosaurů (2016), Poslední den druhohor (2018) nebo Velké vymírání na konci křídy od Vladimíra Sochy (2017).